# Route nationale 18 (Tunisie)
Pour les autres articles nationaux ou selon les autres juridictions, voir Route nationale 18.
La route nationale 18 ou RN18 est un axe routier de Tunisie qui relie la route nationale 5 près de Dougga à la frontière algéro-tunisienne, en passant par Menzel Salem.

## Villes traversées
- Dougga
- Doukhania
- Dahmani
- Jérissa
- Menzel Salem